# جودا هيرتز
جودا هيرتز (بالإنجليزية: Judah Hertz)‏ هو شخصية أعمال أمريكي، ولد في 1950 في بروكلين في الولايات المتحدة.